# Генеральна угода про регулювання основних принципів і норм реалізації соціально-економічної політики і трудових відносин в Україні
Генеральна угода про регулювання основних принципів і норм реалізації соціально-економічної політики і трудових відносин в Україні — укладається на тристоронній основі між організаціями профспілок, роботодавців та органами виконавчої влади України.
Генеральна угода укладається відповідно до Закону України «Про колективні договори й угоди», де визначено правові засади розробки, укладення та виконання колективних договорів і угод з метою сприяння регулюванню трудових відносин та соціально-економічних інтересів працівників і власників, та символічно була підписана напередодні свята.

## 2016
Угода була підписана 23 серпня 2016. Суб'єктами, що перебували у сфері дії сторін були:
- 95 всеукраїнських профспілок, які представлені 5-ма репрезентативними об'єднаннями профспілок;
- 93 організації роботодавців та їх об'єднання (28 галузевих і 65 територіальних організацій), які представлені 4-ма всеукраїнськими об'єднаннями організацій роботодавців;
- органи виконавчої влади, які представляє Кабінет Міністрів.

Ця Генеральна угода стала 11-ю за часів незалежності України.
Генеральна угода на 2016—2017 містить 191 положення і складається з розділів:
- Загальні положення
- Підвищення конкурентоздатності національного виробника та забезпечення зростання зайнятості;
- Оплата, умови, охорона праці та соціальний захист працюючих;
- Соціальний діалог
- Заключні положення
- 7 додатків.

Економічний блок Угоди містить спільні домовленості сторін щодо вжиття спільних заходів, спрямованих на розвиток внутрішнього ринку, підтримку вітчизняного виробництва, вирішення проблемних питань економічного розвитку і діяльності бізнесу, зокрема в частині інвестиційної діяльності, кредитування реального сектору, погашення заборгованості держави перед бізнесом із відшкодування ПДВ і повернення передплат податку на прибуток, здійснення заходів щодо відновлення виробництва та запобігання можливого банкрутства стратегічних підприємств.
Значна увага приділена питанням державної і тарифної політики. Згідно з Угодою сторони проводитимуть консультації щодо:
- мінімізації негативного впливу підвищення цін/тарифів на рівень життя населення та ефективність функціонування галузей;
- встановлення цін/тарифів на продукцію (послуги) суб'єктів природних монополій, підприємств житлово-комунального господарства та послуги зв'язку на економічно обґрунтованому рівні;
- здійснення заходів щодо адресної підтримки окремих категорій громадян;
- вдосконалення існуючих механізмів регулювання цін на продукцію та послуги природних монополій на внутрішньому ринку, а також визначення механізмів здійснення спільного контролю сторін за їх встановленням тощо.

Соціальний блок Угоди містить положення, які визначають:
- для підприємств небюджетної сфери: темпи зростання середньої заробітної плати; тарифну ставку робітника І розряду у 2016 році та проведення переговорів щодо встановлення її розміру у 2017 році; розмір заробітної плати некваліфікованого працівника; перелік і розміри доплат та надбавок до тарифних ставок, окладів і посадових окладів працівників, підприємств, установ і організацій, що мають міжгалузевий характер тощо;
- для бюджетної сфери: недопущення збільшення грошового розриву між посадовим окладом (тарифною ставкою) працівника I тарифного розряду Єдиної тарифної сітки та мінімальною заробітною платою; порядку проведення переговорів щодо встановлення цих розмірів, їх підвищення з урахуванням можливостей виконання зведеного бюджету, збільшення фонду оплати праці для державних службовців тощо.
- питання погашення заборгованості із заробітної плати та вжиття заходів з метою недопущення її виникнення.
- домовленості з питань охорони праці, соціального захисту, гуманітарних питань, молодіжної політики, задоволення духовних потреб населення.

Розділ, присвячений соціальному діалогу, окреслює форми співпраці сторін.
Угодою визначено низку рекомендацій для сторін колективних переговорів на галузевому та територіальному рівнях, а також для включення у колективні договори.